# Порт приписки

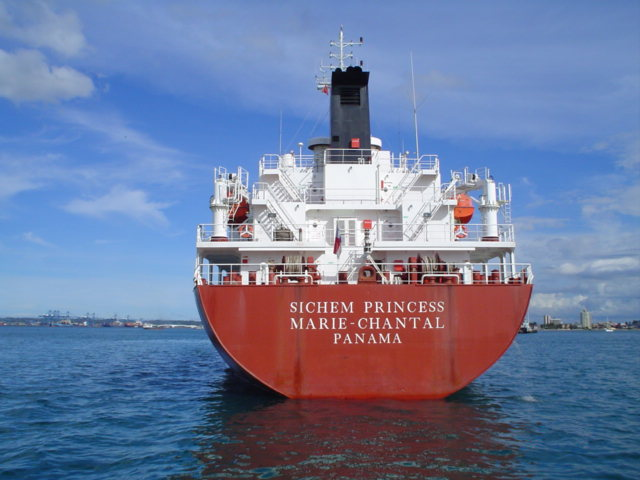
На корме судна для перевозки химической продукции Sichem Princess Marie Chantal указан порт приписки Панама. Это судно принадлежало сингапурской компании Eitzen Chemical. Государство Панама является государством так называемого «удобного флага», под которым плавает множество судов, принадлежащих судовладельцам из разных стран.

Порт припи́ски (порт регистра́ции) — морской или речной порт, в судовом реестре или регистрационной книге портового управления которого зарегистрировано судно. 
Название порта приписки указывается на корме судна под его названием. 
Любое государство, даже не имеющее выхода к морю (примером может быть морской торговый флот Швейцарии), имеет право предоставлять судам право плавания под своим флагом. Для этого судно должно быть зарегистрировано в судовом реестре этого государства и иметь один из портов этого государства в качестве своего порта приписки. Порт регистрации судна может быть изменён на основании заявления собственника (фрахтователя) судна.